# Full Circle
《Full Circle Magazine》 是使用Portable Document Format发行的免费网络杂志。诞生于2007年4月份，独立发行，与Canonical Ltd并无纠葛，使用广告和志愿者支持的方式持续进行，多数内容具有教学和宣传意义。并没有中文译名。
使用知识共享协议发布。
本杂志面向Ubuntu和衍生发行版如Kubuntu、Xubuntu、Edubuntu，注重评论，新闻，how-to文章，编程，问题解决。多种语言版本；创刊号有英文，Estonian罗马语，俄文，意大利语，西班牙语，Galician丹麦语，印度尼西亚语，中文（繁-简）。更新的一直有英文、法语、中文和俄语。

## 本地化活动
多数中文版本都有一个月左右的延迟，繁体中文较慢。杂志使用的协议允许翻译者进行整体变更

### 增刊
2009年初号召进行春节增刊，最终没有出现。
22期中文版本制作期间，Full Circle中文团队发布了首个增刊，Full Circle Gtalk for linux，介绍源自国内社区的首个实用Gtalk语音软件。

### 中文访谈
1. 26期开始中文版包括Ubuntu中文论坛主要维护者一叶的中文访谈
2. 27期为 Xiongqin中文访谈

## 历史
第0期2007年4月问世，介绍Ubuntu起源和新闻、新游戏。共17页。
25期开始使用landscape版式，更适合计算机显示屏观看。

## 参与者
因为是自愿性质，成员变动较多。
第25期的主要参与者有：
- 编者： Ronnie Tucker
- 网站维护： Rob Kerfia
- 协调员： Robert Clipsham
- 编辑： Mike Kennedy, David Haas, Gord Campbell, Nicola Cappellini, Ryan Hartlage, David Sutton

## 其他
- Ubuntu用户